# 折原村
折原村（おりはらむら）は埼玉県の北西部、大里郡に属していた村。当初は男衾郡所属であった。

## 地理
- 河川：荒川

## 歴史
- 1889年（明治22年）4月1日 町村制施行により、折原村、立原村、秋山村、三品村、西ノ入村が合併し男衾郡折原村が成立する。
- 1896年（明治29年）3月29日 男衾郡が大里郡、幡羅郡、榛沢郡と統合し大里郡となる。
- 1955年（昭和30年）2月11日 寄居町、鉢形村、男衾村、用土村と合併し寄居町を新設する。

## 交通

### 鉄道
- 日本国有鉄道（現：東日本旅客鉄道）
  - 八高線：折原駅